# Anton Marek
Anton Marek, dit Tony Marek, né le 9 février 1913 à Vienne et décédé le 6 février 1963, est un ancien footballeur autrichien puis français devenu entraîneur par la suite. Marek évolua au poste de défenseur tout d’abord en Autriche, son pays natal, puis en France sous les couleurs du Club Français, du RC Lens (à deux reprises) ou encore du Toulouse FC.

## Biographie
Parmi les 175 matchs disputés par Anton Marek avec le RC Lens, le défenseur n'a scoré qu'à 2 reprises : contre Calais, le 17 mai 1935, puis contre Rouen, le 23 décembre 1945. Son « triplé » contre Saint-Etienne, le 12 mai 1935, reste malheureusement pour lui une légende. En réalité, cette rencontre, conclue sur un 3-3 dans l'antre des Verts, a vu le Racing scorer grâce à Edmond Novicki (doublé) et Janos Walter. 
Après sa carrière de joueur en Sang et Or, Marek est devenu un entraîneur emblématique du club minier (199 matchs, 85 victoires) entre 1942 et 1947, puis entre 1953 et 1956. Sous sa houlette, et malgré une relégation en D2 en 1947, Lens parvient à se hisser troisième de D1 en 1955, puis devient vice-champion de France en 1956. 
Une tribune du stade Félix-Bollaert porte alors son nom depuis les années 1990.

## Carrière de joueur
- Nord Wien
- 19??-19?? : Wacker de Vienne
- 19??-1940 : Club français
- 1934-1940 : RC Lens
- 1940-1942 : Toulouse FC
- 1942-1945 : RC Lens

## Ses saisons avec leRC Lens
- 1934/35 (D2) :10 matchs
- 1935/36 (D2) : 31 matchs
- 1936/37 (D2) : 31 matchs
- 1937/38 (D1) : 28 matchs
- 1938/39 (D1) : 30 matchs
- 1939/45 (D1) : ? match
- 1945/46 (D1) : 29 matchs
- 1946/47 (D1) : 16 matchs

## Carrière d'entraîneur
- 1942-1947 : RC Lens
- 1947-1949 : OGC Nice
- 1949-1952 : AS Cannes
- 1952-1953 : SC Draguignan
- 1953-1956 : RC Lens
- 1956-1957 : AS Monaco